# Jean Erdman
Jean Erdman (Honolulu, Hawái, 20 de febrero de 1916-ibíd., 4 de mayo de 2020) fue una bailarina y coreógrafa de danza moderna estadounidense, así como directora de teatro de vanguardia.
Fue esposa del mitólogo, escritor y profesor estadounidense Joseph Campbell hasta el fallecimiento de este en 1987.

## Biografía
Jean Erdman hizo una contribución significativa a las artes estadounidenses como bailarina, coreógrafa y directora de teatro de vanguardia. Comenzando con su trabajo como bailarina principal en la Martha Graham Dance Company desde 1938-42, en la que originó muchos papeles en el innovador repertorio de Graham de esa época, Erdman se estableció como una artista líder en el período postpionero de la danza moderna estadounidense.
En 1962, su producción, The Coach with the Six Insides, una adaptación del Finnegans Wake de James Joyce, cautivó al mundo del teatro de Nueva York ganando los premios OBIE y Vernon Rice por un logro sobresaliente en el Off-Broadway Theatre, antes de emprender una gira mundial que incluyó compromisos en Italia en el festival de los Dos Mundos y en Dublín, Tokio y París.
Su coreografía para la producción de Joseph Papp de Two Gentlemen of Verona, nominada al Tony en 1971, la producción del Lincoln Center de The Enchanted de Jean Giraudoux, junto con los más de cincuenta bailes y obras de teatro que coreografió para su compañía, demuestran su delicada musicalidad y la intrincada combinación de estilos de danza mundial y teatro que es el sello distintivo de su visión estética.
El entrenamiento inicial de danza de Erdman en Hawái en la primera parte del siglo XX incluyó el hula antiguo, el tap y la técnica de Isadora Duncan.

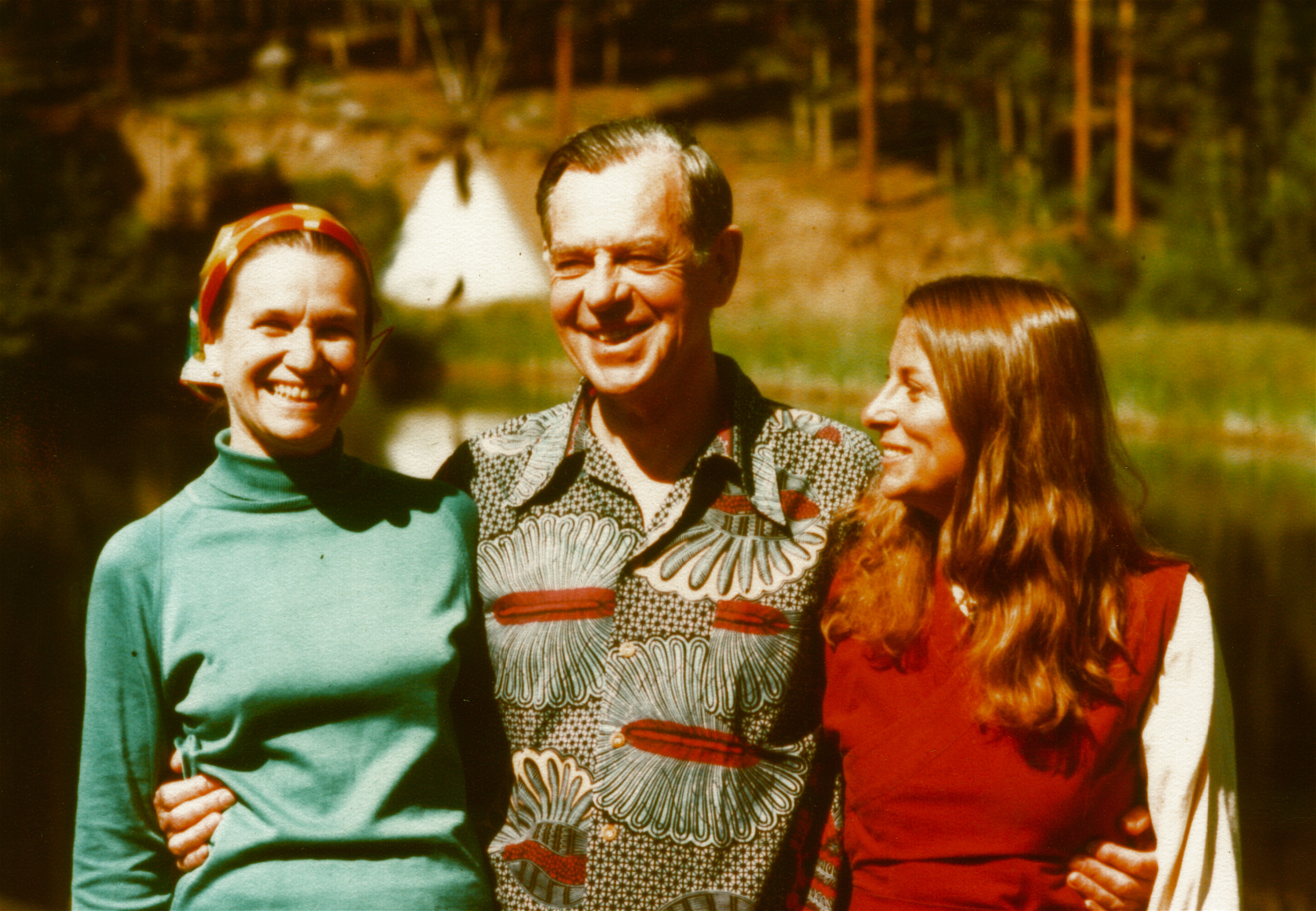
De izquierda a derecha: Jean, Joseph Campbell y Joan Halifax, en el Feathered Pipe Ranch, Montana, finales de los años 70.

Como estudiante en el Sarah Lawrence College, se encontró con las otras dos influencias principales de su vida: Martha Graham y el académico Joseph Campbell. En 1938 se casó con Campbell, comenzando los ensayos con la Graham Company al día siguiente.
A lo largo de su carrera, continuó estudiando y defendiendo la danza del mundo como fuente de creatividad individual y como una expresión importante del espíritu humano. Su creencia principal de que un coreógrafo debería crear para cada nueva danza un estilo de movimiento intrínseco a su tema la llevó a desarrollar un repertorio variado y emocionante, colaborando con algunos de los artistas más innovadores de la época, entre ellos Louis Horst, John Cage, Lou Harrison, Merce Cunningham y Maya Deren.
Su profundo y creativo intercambio con Campbell contribuyó al abrazo de la dimensión mitológica en su trabajo. Esto, junto con su genio ampliamente reconocido para destilar la experiencia humana en forma abstracta, le dio a su trabajo una calidad particularmente poética y duradera.
Jean Erdman falleció el lunes 4 de mayo de 2020, por causas naturales, a los 104 años de edad, en su casa de Hawái, donde nació en febrero de 1916.